# Frantz Dahl
Frantz Johannes Dahl (født 25. oktober 1869 i København, død 21. december 1937 sammesteds) var en dansk embedsmand og jurist.
Dahl blev student 1886 fra Efterslægtselskabets Skole, cand. jur. 1892, assistent i Kultusministeriet 1896, fuldmægtig 1908, kontorchef 1910, konstitueret professor i strafferet ved Københavns Universitet 1915, departementschef i Konseilspræsidiet og statsrådssekretær 1916. Professor ved universitetet i retsvidenskabens historie 1919 og dr. juris honoris causa (Universität Hamburg) 1921.
Han havde sæde i bestyrelsen for en række museer og foreninger med videnskabelige og filantropiske formål samt i flere offentlige kommissioner. Hans mangesidige og gennem omfattende studier udviklede videnskabelige interesser, der særlig har samlet sig om strafferetten, retsfilosofien og retsvidenskabens historie, har sat frugt i talrige bidrag til den danske og udenlandske tidsskriftlitteratur, til Salmonsens Konversationsleksikon med mere.
Dahl blev Ridder af Dannebrog 1911 og Dannebrogsmand 1917. Han er begravet på Holmens Kirkegård.